# Gerhard II av Holstein
Greve Gerhard II "den blinde" av Holstein, född 1253 eller 1254, död 28 oktober 1312 i Plön, begravd i Hamburgs katedral, greve av Holstein i Wagrien och Plön 1290–1312. Son till greve Gerhard I av Holstein (död 1290) och Elisabet av Mecklenburg (död 1280), dotter till furst Johan I av Mecklenburg.

## Biografi
Gerhard II "den blinde" var sedan 1290 herre till Wagrien och Plön, hade många stridigheter med de andra holsteinska grevarna och med lybeckarna, mot vilka han byggde borgen Travemünde.
Gerhard blev nära förbunden med sin styvson Erik Menved, åtföljde denne bland annat på tåget till Sverige 1306–1307, samt var fredsmäklare mellan de nordiska kungarna i Helsingborg 1310.

## Äktenskap och barn
Gerhard "den blinde" gifte sig första gången 12 december 1275 med Ingeborg Valdemarsdotter av Sverige (död 1290/1292). Paret fick följande barn:
1. Katharina av Holstein (död 1300), gift med hertig Otto I av Pommern (1279–1344)
2. Valdemar av Holstein (död 1308)
3. Gerhard IV av Holstein (död 1317/1323), greve av Holstein
4. Elisabeth av Holstein (död 1318/1319), gift med hertig Otto I av Pommern (1279–1344)

Gerhard "den blinde" gifte om sig 1293 med danske kung Erik Klippings änka Agnes av Brandenburg (död 1304). Med henne fick Gerhard följande barn:
1. Johan III av Holstein (omkring 1297–1359), greve av Holstein